# Julius Miedel
Julius Miedel (* 5. August 1863 in Weißenburg in Bayern; † 18. August 1940 in Memmingen) war Lehrer, Stadtarchivar, Historiker und Memminger Ehrenbürger.

## Leben und Werk
Er besuchte die Volksschule und das Progymnasium in Weißenburg, dann das Gymnasium in Ansbach, wo er 1882 das Abitur machte. Danach studierte er Altphilologie an der Universität Erlangen. Während seines Studiums wurde er im Wintersemester 1881/82 Mitglied der Burschenschaft der Bubenreuther Erlangen. Schließlich machte er in Erlangen das Staatsexamen für die Lehrfächer Latein, Griechisch, Deutsch und Geschichte. Am 6. Dezember 1890 promovierte er zum Dr. phil. an der Universität Tübingen. Er wurde als junger Lehrer vom Kgl. Bayer. Kultusministerium in mehreren Orten eingesetzt. In Münchberg lernte er seine Frau Anna kennen und heiratete sie im April 1891. 1892 wurde er nach Memmingen versetzt, wo er als kgl. Studienlehrer an der Lateinschule im Hallhof begann. 1907 wurde er königlicher Gymnasialprofessor, schließlich 1927 Oberstudienrat.
Zu seinen Verdiensten für die Stadt Memmingen zählt u. a. die Herausgabe der Memminger Geschichtsblätter (ab 1912). Während vorher „Heimatpflege“ Vereinsarbeit war, wurden durch ihn (und seine gute Zusammenarbeit mit dem damaligen Oberbürgermeister Fritz Braun) Stadtverwaltung und Bezirksamt mit eingebunden. Im Nachruf wird angedeutet, was Memmingen ihm (im Memminger Sprachgebrauch „der Professor Miedel“) zu verdanken hat:

„… die Notwendigkeit, das wertvolle Alte unserer Stadt zu erhalten, hat im Laufe der Jahre immer größeres Verständnis gefunden, zuerst wohl in den Kreisen des Altertumsvereins, immer mehr aber dann auch bei der Bürgerschaft selbst … .

… all das und vieles, was Memmingen von anderen Städten unterscheidet in Baustil und Werbeüberflutung, geht letzten Endes auf die unermüdliche Tätigkeit Dr. Julius Miedels zurück.“

Miedels ehemaliger Lateinschüler (Walter Braun) wurde sein Nachfolger in der Heimatpflege. Seine Enkelin, die promovierte Kunsthistorikern und Archivarin Dr. Hilde Miedel, leitete später das Stadtarchiv Memmingen.

## Ehrungen

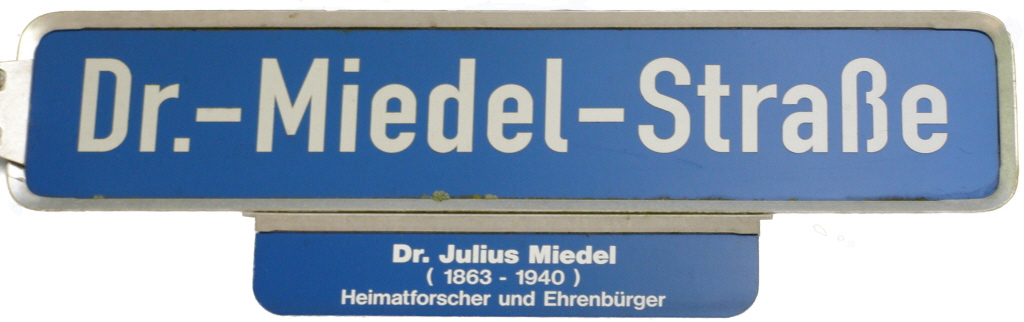

- Am 5. August 1938 erhielt er für seine Verdienste die Ehrenbürgerschaft der Stadt Memmingen.
- Die Stadt Memmingen benannte eine Straße nach ihrem Ehrenbürger.[5]

## Schriften (Auswahl)
Neben vielen anderen Beiträgen und Schriften siehe besonders seine Beiträge in den Memminger Geschichtsblättern (ISSN 0539-2896).
- Oberschwäbische Orts- und Flurnamen. Otto, Memmingen 1906 (Digitalisat).
- Die Juden in Memmingen. Otto, Memmingen 1909 (Digitalisat).
- Die Juden im Illertal. Nachdruck in: Anton Zanker (Hrsg.): Die Juden im Illertal. BoD, Norderstedt 2021, ISBN 978-3-7534-2473-6.
- Führer durch Memmingen und Umgebung. Verlags- und Druckereigenossenschaft Memmingen, Memmingen 1900/1910/1929.